# Чемпионат СССР по лёгкой атлетике в помещении 1982
Чемпионат СССР по лёгкой атлетике в помещении 1982 года прошёл 19—21 февраля в Москве в легкоатлетическом манеже спорткомплекса «Крылатское». На протяжении 3 дней были разыграны 23 комплекта медалей.
В редко проводимой зимой дисциплине, беге на 3000 метров с препятствиями, Александр Загоруйко установил высшее мировое достижение — 8.17,46.
Светлана Ульмасова стала двукратной победительницей соревнований. На дистанции 1500 метров она опередила Светлану Гуськову всего на одну сотую секунды, а на 3000 метров стала первой с европейским рекордом — 8.54,19.
Два золота также завоевал Андрей Прокофьев, выигравший и «гладкий», и барьерный бег на 60 метров.
Владимир Муравьёв и Елена Кельчевская обновили всесоюзные достижения на 200 метров, 21,17 (в полуфинале) и 23,49 соответственно. Выигравший 200 метров у мужчин Виктор Табаков установил рекорд Узбекистана 21,29, остающийся непревзойдённым уже на протяжении нескольких десятилетий.
Чемпионат СССР по многоборьям в помещении проводился отдельно 19—20 февраля 1982 года в Гомеле.

## Командное первенство
| Место | Команда        |
| ----- | -------------- |
| 1     | РСФСР          |
| 2     | Украинская ССР |
| 3     | Москва         |

## Медалисты

### Мужчины
| Дисциплина             | Золото                                         | Золото  | Серебро                                   | Серебро | Бронза                                    | Бронза  |
| ---------------------- | ---------------------------------------------- | ------- | ----------------------------------------- | ------- | ----------------------------------------- | ------- |
| 60 м                   | Андрей Прокофьев РСФСР Свердловск              | 6,69    | Александр Аксинин Ленинград               | 6,71    | Андрей Шляпников Москва                   | 6,73    |
| 200 м                  | Виктор Табаков Узбекская ССР Самарканд         | 21,29   | Владимир Муравьёв Казахская ССР Караганда | 21,34   | Николай Сидоров Москва                    | 21,46   |
| 400 м                  | Алим Сафаров Узбекская ССР Фергана             | 46,88   | Павел Коновалов РСФСР Ростов-на-Дону      | 46,98   | Сергей Ловачёв Узбекская ССР Ташкент      | 47,65   |
| 800 м                  | Фанир Вахитов РСФСР Челябинск                  | 1.49,80 | Павел Трощило Белорусская ССР Минск       | 1.50,02 | Виктор Авдонин РСФСР Московская область   | 1.50,03 |
| 1500 м                 | Владимир Малоземлин РСФСР Тольятти             | 3.45,68 | Сергей Сафроненко Ленинград               | 3.46,63 | Сергей Шаповалов Украинская ССР Харьков   | 3.46,77 |
| 3000 м                 | Валерий Абрамов РСФСР Московская область       | 7.54,32 | Геннадий Фишман Белорусская ССР Минск     | 7.55,51 | Александр Федоткин Белорусская ССР Брест  | 7.55,81 |
| 3000 м с препятствиями | Александр Загоруйко Украинская ССР Винница     | 8.17,46 | Валерий Грязнов РСФСР Челябинск           | 8.19,16 | Александр Величко Украинская ССР Львов    | 8.25,50 |
| 60 м с барьерами       | Андрей Прокофьев РСФСР Свердловск              | 7,61    | Георгий Шабанов РСФСР Псков               | 7,79    | Александр Пучков Ленинград                | 7,79    |
| Прыжок в высоту        | Валерий Середа Азербайджанская ССР Баку        | 2,26 м  | Алексей Демьянюк Украинская ССР Львов     | 2,23 м  | Игорь Самылов Ленинград                   | 2,20 м  |
| Прыжок с шестом        | Александр Крупский РСФСР Иркутск               | 5,65 м  | Виктор Спасов Украинская ССР Киев         | 5,60 м  | Александр Обижаев Латвийская ССР Рига     | 5,55 м  |
| Прыжок в длину         | Владимир Цепелёв Литовская ССР Вильнюс         | 7,91 м  | Шамиль Аббясов Киргизская ССР Фрунзе      | 7,88 м  | Юрий Морковкин РСФСР Ростов-на-Дону       | 7,75 м  |
| Тройной прыжок         | Николай Мусиенко Украинская ССР Днепропетровск | 17,16 м | Геннадий Валюкевич Белорусская ССР Минск  | 17,05 м | Василий Исаев Ленинград                   | 16,69 м |
| Толкание ядра          | Янис Боярс Латвийская ССР Стучка               | 19,73 м | Сергей Гаврюшин Москва                    | 19,72 м | Владимир Киселёв Украинская ССР Кременчуг | 19,70 м |

### Женщины
| Дисциплина       | Золото                                   | Золото  | Серебро                                      | Серебро | Бронза                                        | Бронза  |
| ---------------- | ---------------------------------------- | ------- | -------------------------------------------- | ------- | --------------------------------------------- | ------- |
| 60 м             | Людмила Кондратьева РСФСР Ростов-на-Дону | 7,29    | Елена Кельчевская Ленинград                  | 7,33    | Елена Малахова РСФСР Московская область       | 7,36    |
| 200 м            | Елена Кельчевская Ленинград              | 23,49   | Светлана Жиздрикова РСФСР Московская область | 23,60   | Ирина Ольховникова Украинская ССР Запорожье   | 23,95   |
| 400 м            | Людмила Белова Москва                    | 53,20   | Людмила Чернова РСФСР Краснодар              | 53,52   | Марина Иванова РСФСР Волгоград                | 53,65   |
| 800 м            | Любовь Гурина РСФСР Киров                | 2.02,84 | Ольга Минеева РСФСР Свердловск               | 2.03,49 | Ольга Монахова РСФСР Московская область       | 2.04,14 |
| 1500 м           | Светлана Ульмасова Узбекская ССР Андижан | 4.10,98 | Светлана Гуськова Молдавская ССР Тирасполь   | 4.10,99 | Надежда Раллдугина Украинская ССР Симферополь | 4.11,20 |
| 3000 м           | Светлана Ульмасова Узбекская ССР Андижан | 8.54,19 | Татьяна Сычёва РСФСР Пермь                   | 8.55,04 | Татьяна Позднякова РСФСР Улан-Удэ             | 8.55,13 |
| 60 м с барьерами | Наталья Петрова Москва                   | 8,08    | Мария Мерчук Молдавская ССР Кишинёв          | 8,11    | Елена Бисерова Ленинград                      | 8,14    |
| Прыжок в высоту  | Жанна Некрасова Ленинград                | 1,94 м  | Валентина Палуйко Белорусская ССР Минск      | 1,88 м  | Лариса Косицына РСФСР Московская область      | 1,85 м  |
| Прыжок в длину   | Светлана Ванюшина РСФСР Волгоград        | 6,65 м  | Ольга Ануфриева РСФСР Дзержинск              | 6,47 м  | Галина Чистякова Украинская ССР Измаил        | 6,43 м  |
| Толкание ядра    | Наталья Лисовская Москва                 | 19,11 м | Нина Самсонова Москва                        | 18,69 м | Нуну Абашидзе Украинская ССР Одесса           | 18,24 м |

## Чемпионат СССР по многоборьям
Чемпионы страны в многоборьях определились 19—20 февраля 1982 года в Гомеле в легкоатлетическом манеже «Динамо». Соревнования завершились рекордами страны как у мужчин, так и у женщин. Александр Невский стал лучшим в семиборье с суммой 5975 очков, а в женском шестиборье Татьяна Потапова и Надежда Виноградова показали одинаковый рекордный результат (5282 очка). Чемпионкой по дополнительным показателям стала Потапова.

### Мужчины
| Дисциплина | Золото                                | Золото            | Серебро                       | Серебро           | Бронза                      | Бронза           |
| ---------- | ------------------------------------- | ----------------- | ----------------------------- | ----------------- | --------------------------- | ---------------- |
| Семиборье* | Александр Невский Украинская ССР Киев | 5975 очков (6127) | Григорий Дегтярёв РСФСР Киров | 5776 очков (5938) | Юрий Куценко РСФСР Белгород | 5753 очка (5923) |

### Женщины
| Дисциплина  | Золото                        | Золото           | Серебро                            | Серебро          | Бронза                         | Бронза           |
| ----------- | ----------------------------- | ---------------- | ---------------------------------- | ---------------- | ------------------------------ | ---------------- |
| Шестиборье* | Татьяна Потапова РСФСР Калуга | 5282 очка (5362) | Надежда Виноградова РСФСР Улан-Удэ | 5282 очка (5351) | Светлана Овчинникова Ленинград | 5181 очко (5278) |

* Для определения победителя в соревнованиях многоборцев использовалась старая система начисления очков. Пересчёт с использованием современных таблиц перевода результатов в баллы приведён в скобках.